# Bermagui
Bermagui is een plaats in de Australische deelstaat New South Wales en telt 1200 (bij benadering) inwoners (2006).